# Gran Premio del Sudafrica 1971
Il Gran Premio del Sudafrica 1971, XVII Grand Prix of South Africa di Formula 1 e prima gara del campionato di Formula 1 del 1971, si è disputato il 6 marzo sul circuito di Kyalami ed è stato vinto da Mario Andretti su Ferrari, prima vittoria in carriera del pilota italo-americano.

## Qualifiche
| Pos | No | Pilota             | Costruttore      | Squadra                           | Tempo  | Gap  |
| --- | -- | ------------------ | ---------------- | --------------------------------- | ------ | ---- |
| 1   | 9  | Jackie Stewart     | Tyrrell-Ford     | Elf Team Tyrrell                  | 1:17.8 |      |
| 2   | 19 | Chris Amon         | Matra            | Equipe Matra Sports               | 1:18.4 | +0.6 |
| 3   | 5  | Clay Regazzoni     | Ferrari          | Scuderia Ferrari SpA SEFAC        | 1:18.7 | +0.9 |
| 4   | 6  | Mario Andretti     | Ferrari          | Scuderia Ferrari SpA SEFAC        | 1:19.0 | +1.2 |
| 5   | 2  | Emerson Fittipaldi | Lotus-Ford       | Gold Leaf Team Lotus              | 1:19.1 | +1.3 |
| 6   | 20 | John Surtees       | Surtees-Ford     | Brooke Bond Oxo Team Surtees      | 1:19.1 | +1.3 |
| 7   | 11 | Denny Hulme        | McLaren-Ford     | Bruce McLaren Motor Racing        | 1:19.1 | +1.3 |
| 8   | 4  | Jacky Ickx         | Ferrari          | Scuderia Ferrari SpA SEFAC        | 1:19.2 | +1.4 |
| 9   | 10 | François Cevert    | Tyrrell-Ford     | Elf Team Tyrrell                  | 1:19.2 | +1.4 |
| 10  | 16 | Pedro Rodríguez    | BRM              | Yardley Team BRM                  | 1:19.3 | +1.5 |
| 11  | 12 | Peter Gethin       | McLaren-Ford     | Bruce McLaren Motor Racing        | 1:19.6 | +1.8 |
| 12  | 15 | Dave Charlton      | Brabham-Ford     | Motor Racing Developments Ltd     | 1:19.8 | +2.0 |
| 13  | 7  | Ronnie Peterson    | March-Ford       | STP March Racing Team             | 1:19.9 | +2.1 |
| 14  | 3  | Reine Wisell       | Lotus-Ford       | Gold Leaf Team Lotus              | 1:19.9 | +2.1 |
| 15  | 21 | Rolf Stommelen     | Surtees-Ford     | Auto Motor Und Sport Team Surtees | 1:20.1 | +2.3 |
| 16  | 17 | Jo Siffert         | BRM              | Yardley Team BRM                  | 1:20.2 | +2.4 |
| 17  | 28 | Brian Redman       | Surtees-Ford     | Team Surtees                      | 1:20.2 | +2.4 |
| 18  | 22 | Henri Pescarolo    | March-Ford       | Frank Williams Racing Cars        | 1:20.2 | +2.4 |
| 19  | 14 | Graham Hill        | Brabham-Ford     | Motor Racing Developments Ltd     | 1:20.5 | +2.7 |
| 20  | 25 | Jackie Pretorius   | Brabham-Ford     | Team Gunston                      | 1:21.7 | +3.9 |
| 21  | 24 | John Love          | March-Ford       | Team Gunston                      | 1:21.9 | +4.1 |
| 22  | 8  | Andrea De Adamich  | March-Alfa Romeo | STP March Racing Team             | 1:22.2 | +4.4 |
| 23  | 23 | Jo Bonnier         | McLaren-Ford     | Ecurie Bonnier                    | 1:22.3 | +4.5 |
| 24  | 27 | Howden Ganley      | BRM              | Yardley Team BRM                  | 1:23.7 | +5.9 |
| 25  | 26 | Alex Soler-Roig    | March-Ford       | STP March Racing Team             | 1:25.8 | +8.0 |

## Gara
| Pos | No | Pliota             | Costruttore      | Giri | Tempo/Ritiro       | Pos. Griglia | Punti |
| --- | -- | ------------------ | ---------------- | ---- | ------------------ | ------------ | ----- |
| 1   | 6  | Mario Andretti     | Ferrari          | 79   | 1:47:35.5          | 4            | 9     |
| 2   | 9  | Jackie Stewart     | Tyrrell-Ford     | 79   | + 20.9             | 1            | 6     |
| 3   | 5  | Clay Regazzoni     | Ferrari          | 79   | + 31.4             | 3            | 4     |
| 4   | 3  | Reine Wisell       | Lotus-Ford       | 79   | + 1:09.4           | 14           | 3     |
| 5   | 19 | Chris Amon         | Matra            | 78   | + 1 Giro           | 2            | 2     |
| 6   | 11 | Denny Hulme        | McLaren-Ford     | 78   | + 1 Giro           | 7            | 1     |
| 7   | 28 | Brian Redman       | Surtees-Ford     | 78   | + 1 Giro           | 17           |       |
| 8   | 4  | Jacky Ickx         | Ferrari          | 78   | + 1 Giro           | 8            |       |
| 9   | 14 | Graham Hill        | Brabham-Ford     | 77   | + 2 Giri           | 19           |       |
| 10  | 7  | Ronnie Peterson    | March-Ford       | 77   | + 2 Giri           | 13           |       |
| 11  | 22 | Henri Pescarolo    | March-Ford       | 77   | + 2 Giri           | 18           |       |
| 12  | 21 | Rolf Stommelen     | Surtees-Ford     | 77   | + 2 Giri           | 15           |       |
| 13  | 8  | Andrea De Adamich  | March-Alfa Romeo | 75   | +4 Giri            | 22           |       |
| Rit | 2  | Emerson Fittipaldi | Lotus-Ford       | 58   | Motore             | 5            |       |
| Rit | 20 | John Surtees       | Surtees-Ford     | 56   | Cambio             | 6            |       |
| Rit | 10 | François Cevert    | Tyrrell-Ford     | 45   | Incidente          | 9            |       |
| Rit | 27 | Howden Ganley      | BRM              | 42   | Probl. Fisici      | 24           |       |
| Rit | 16 | Pedro Rodríguez    | BRM              | 33   | Surriscaldamento   | 10           |       |
| Rit | 15 | Dave Charlton      | Brabham-Ford     | 31   | Motore             | 12           |       |
| Rit | 17 | Jo Siffert         | BRM              | 31   | Surriscaldamento   | 16           |       |
| Rit | 24 | John Love          | March-Ford       | 30   | Differenziale      | 21           |       |
| Rit | 25 | Jackie Pretorius   | Brabham-Ford     | 22   | Motore             | 20           |       |
| Rit | 12 | Peter Gethin       | McLaren-Ford     | 7    | Perdita di benzina | 11           |       |
| Rit | 23 | Jo Bonnier         | McLaren-Ford     | 5    | Sospensione        | 23           |       |
| Rit | 26 | Alex Soler-Roig    | March-Ford       | 5    | Motore             | 25           |       |

## Statistiche
Piloti
- 1ª vittoria e 1º giro più veloce per Mario Andretti
- 50º Gran Premio per Pedro Rodríguez
- 100º Gran Premio per John Surtees
- 1º Gran Premio per Howden Ganley

Costruttori
- 47° vittoria per la Ferrari
- 1° podio per la Tyrrell

Motori
- 47° vittoria per il motore Ferrari

Giri al comando
- Clay Regazzoni (1-16)
- Denny Hulme (17-75)
- Mario Andretti (76-79)

## Classifiche

### Piloti
| Pos. | Pilota         | Punti |
| ---- | -------------- | ----- |
| 1    | Mario Andretti | 9     |
| 2    | Jackie Stewart | 6     |
| 3    | Clay Regazzoni | 4     |
| 4    | Reine Wisell   | 3     |
| 5    | Chris Amon     | 2     |
| 6    | Denny Hulme    | 1     |

### Costruttori
| Pos. | Team         | Punti |
| ---- | ------------ | ----- |
| 1    | Ferrari      | 9     |
| 2    | Tyrrell-Ford | 6     |
| 3    | Lotus-Ford   | 3     |
| 4    | Matra        | 2     |
| 5    | McLaren-Ford | 1     |